# Ješenca
Ješenca – wieś w Słowenii, w gminie Rače-Fram. W 2018 roku liczyła 531 mieszkańców.